# Revere (Massachusetts)
Revere é uma cidade localizada no condado de Suffolk no estado estadounidense de Massachusetts. No Censo de 2010 tinha uma população de 51.755 habitantes e uma densidade populacional de 1.976,73 pessoas por km².

## Geografia
Revere encontra-se localizada nas coordenadas 42° 25′ 16″ N, 70° 59′ 25″ O. Segundo a Departamento do Censo dos Estados Unidos, Revere tem uma superfície total de 26.18 km², da qual 14.74 km² correspondem a terra firme e (43.71%) 11.45 km² é água.

## Demografia
Segundo o censo de 2010, tinha 51.755 pessoas residindo em Revere. A densidade populacional era de 1.976,73 hab./km². Dos 51.755 habitantes, Revere estava composto pelo 74.1% brancos, o 4.87% eram afroamericanos, o 0.36% eram amerindios, o 5.58% eram asiáticos, o 0.03% eram insulares do Pacífico, o 11.76% eram de outras raças e o 3.31% pertenciam a duas ou mais raças. Do total da população o 24.38% eram hispanos ou latinos de qualquer raça (5.8% Salvadoreño, 4.9% Colombiano, 3.7% Puertorriqueño, 1.9% Mexicano, 1.5% Guatemalteco, 1.3% Dominicano) .

## Educação
As Escolas Públicas de Revere gere as escolas públicas.
- Escola Mary T. Ronan